# SF Rock Station
SF Rock Station（エスエフロックステーション）とは、1986年10月6日から1993年7月2日まで東海ラジオ放送で放送されていた深夜番組。当時は月 - 金曜日、深夜1:00 - 3:00の2時間番組だった。ちなみに番組タイトルの「SF」とは、東海ラジオのコールサイン（JOSF）に由来している。

## 概要
東海ラジオの深夜枠を支えた伝説的な番組『ミッドナイト東海』『とびっきりNiGHT』の後を受ける形で、1986年10月スタート。当時の編成部長は「深夜放送がトーク中心であるのはもう古い。今新人類と言われている人たちは、集団行動が苦手で個々の楽しみ方を持っている。その価値観を共有できる接点とは何か、考えて探し続けたその結論」がこの番組だったといったことを話している（それまでの『とびっきりNiGHT』に代わるトーク中心のワイド番組の流れは夜9時台の『ここがSF一丁目』に移した、としている）。当時、全国的な流れになりつつあったバンドブームを先取りし、初代DJには氷室京介（BOØWY）や小室哲哉（のちに木根尚登、TM NETWORK名義に）、黒水伸一（THE SHAKES）、岡村靖幸、田所豊（RED WARRIORS）を迎え、のちに奥田民生（ユニコーン）や田村直美（PEARL）など、当時の人気バンドのメンバーを揃えたことで話題となった。ローカル番組であったが、AMラジオの深夜番組という広範囲で受信可能な特性から、全国各地にファンを持つ人気番組だった。
番組は25時の時報に続いてジングル、CMが流れ、25:05から、藤沢映子が担当する『ロックンロール宣言』が放送された。25:20から下記パーソナリティの担当する本編が放送された。

## パーソナリティ
| 期間    | 期間    | 月曜日             | 火曜日                  | 水曜日                    | 木曜日                      | 金曜日                  |
| ------- | ------- | ------------------ | ----------------------- | ------------------------- | --------------------------- | ----------------------- |
| 1986.10 | 1987.03 | 氷室京介 （BOØWY） | 小室哲哉 （TM NETWORK） | 黒水伸一 （THE SHAKES）   | 岡村靖幸                    | 田所豊 （RED WARRIORS） |
| 1987.04 | 1987.09 | 田村直美 （PEARL） | 小室哲哉 （TM NETWORK） | 黒水伸一 （THE SHAKES）   | 岡村靖幸                    | 田所豊 （RED WARRIORS） |
| 1987.10 | 1988.03 | 田村直美 （PEARL） | 小室哲哉 （TM NETWORK） | 黒水伸一 （THE SHAKES）   | 安藤秀樹                    | 田所豊 （RED WARRIORS） |
| 1988.04 | 1988.09 | 田村直美 （PEARL） | 木根尚登 （TM NETWORK） | 黒水伸一 （THE SHAKES）   | 安藤秀樹                    | 井口一彦 （THE HEART）  |
| 1988.10 | 1988.11 | 田村直美 （PEARL） | 木根尚登 （TM NETWORK） | 奥田民生 （ユニコーン）   | 蘭丸 （THE STREET SLIDERS） | 井口一彦 （THE HEART）  |
| 1988.12 | 1989.03 | 田村直美 （PEARL） | 木根尚登 （TM NETWORK） | 奥田民生 （ユニコーン）   | De-LAX                      | 井口一彦 （THE HEART）  |
| 1989.04 | 1989.05 | （週替わり）       | （週替わり）            | 奥田民生 （ユニコーン）   | De-LAX                      | 井口一彦 （THE HEART）  |
| 1989.06 | 1989.06 | （週替わり）       | JUN SKY WALKER(S)       | 奥田民生 （ユニコーン）   | De-LAX                      | 井口一彦 （THE HEART）  |
| 1989.07 | 1989.12 | FENCE OF DEFENSE   | JUN SKY WALKER(S)       | 奥田民生 （ユニコーン）   | De-LAX                      | 井口一彦 （THE HEART）  |
| 1990.01 | 1990.02 | FENCE OF DEFENSE   | JUN SKY WALKER(S)       | 黒水伸一 （THE SHAKES）   | De-LAX                      | 井口一彦 （THE HEART）  |
| 1990.03 | 1990.03 | The ピーズ         | JUN SKY WALKER(S)       | 延原達治 （THE PRIVATES） | De-LAX                      | 井口一彦 （THE HEART）  |
| 1990.04 | 1990.05 | The ピーズ         | JUN SKY WALKER(S)       | 延原達治 （THE PRIVATES） | 蓑輪単志 （HOUND DOG）      | KATZE                   |
| 1990.06 | 1990.09 | The ピーズ         | JUN SKY WALKER(S)       | 延原達治 （THE PRIVATES） | THE BOOM                    | KATZE                   |
| 1990.10 | 1991.03 | BAKU               | COBRA                   | 延原達治 （THE PRIVATES） | THE BOOM                    | KATZE                   |
| 1991.04 | 1991.06 | BAKU               | COBRA                   | 奥田民生 （ユニコーン）   | （週替わり）                | 16TONS                  |
| 1991.07 | 1991.09 | BAKU               | COBRA                   | BLANKEY JET CITY          | （週替わり）                | 16TONS                  |
| 1991.10 | 1992.03 | BAKU               | （週替わり）            | BLANKEY JET CITY          | THE BLUE HEARTS             | PERSONZ                 |
| 1992.04 | 1992.06 | BAKU               | 大友康平 （HOUND DOG）  | （週替わり）              | 山下久美子                  | 桜井賢 （THE ALFEE）    |
| 1992.07 | 1992.09 | L⇔R                | 大友康平 （HOUND DOG）  | （週替わり）              | 山下久美子                  | 桜井賢 （THE ALFEE）    |
| 1992.10 | 1992.12 | L⇔R                | スターダストレビュー    | 田村直美 （PEARL）        | JUN SKY WALKER(S)           | 小野正利                |
| 1993.01 | 1993.06 | L⇔R                | スターダストレビュー    | BLANKEY JET CITY          | JUN SKY WALKER(S)           | 小野正利                |

### 月曜日
- 氷室京介（BOØWY） （1986年10月 - 1987年3月）
- 田村直美（PEARL） （1987年4月 - 1989年3月）
- （1989年4月 - 6月の間はスペシャルパーソナリティ枠）
- FENCE OF DEFENSE （1989年7月 - 1990年2月）
- The ピーズ （1990年3月 - 同年9月）
- BAKU （1990年10月 - 1992年6月）
- L⇔R （1992年7月 - 1993年6月）

### 火曜日
- TM NETWORK （1986年10月 - 1989年3月）
最初は小室哲哉がメイン、1988年4月からは木根尚登がメインの出演。
- （1989年4月 - 5月の間はスペシャルパーソナリティ枠）
- JUN SKY WALKER(S) （1989年6月 - 1990年9月）
- COBRA （1990年10月 - 1991年9月）
- （1991年10月 - 1992年3月の間はスペシャルパーソナリティ枠）
- 大友康平（HOUND DOG） （1992年4月 - 同年9月）
- スターダストレビュー （1992年10月- 1993年6月）

### 水曜日
- 黒水伸一（THE SHAKES） （1986年10月 - 1988年9月、1990年1月 - 同年2月）
- 奥田民生（ユニコーン） （1988年10月 - 1989年12月、1991年4月 - 同年6月）
- 延原達治（THE PRIVATES） （1990年3月 - 1991年3月）
- BLANKEY JET CITY （1991年7月 - 1992年3月、1993年1月 - 同年6月）
- 田村直美（PEARL） （1992年10月 - 同年12月）

### 木曜日
- 岡村靖幸 （1986年10月 - 1987年10月）
- 安藤秀樹 （1987年10月 - 1988年9月）
- 蘭丸（THE STREET SLIDERS） （1988年10月 - 同年11月、期間限定）
- De-LAX （1988年12月 - 1990年3月）
- 蓑輪単志（HOUND DOG） （1990年4月 - 同年5月、期間限定）
- THE BOOM （1990年6月 - 1991年3月）
- （1991年4月 - 同年9月の間はスペシャルパーソナリティ枠）
- THE BLUE HEARTS （1991年10月 - 1992年3月）
- 山下久美子 （1992年4月 - 同年9月）
- JUN SKY WALKER(S) （1992年10月 - 1993年6月）

### 金曜日
- 田所豊（RED WARRIORS） （1986年10月 - 1988年3月）
- 井口一彦（THE HEART） （1988年4月 - 1990年3月）
- KATZE （1990年4月 - 1991年3月）
- 16TONS （1991年4月 - 同年9月）
- PERSONZ （1991年10月 - 1992年3月）
- 桜井賢（THE ALFEE） （1992年4月 - 同年9月）
- 小野正利 （1992年10月 - 1993年6月）

## ポッドキャスト
- 「TM NETWORK SF Rock Station」が2023年9月29日13時に公開された[3][4]。